# Let Freedom Ring (Jackie McLean)
| Recensione | Giudizio |
| ---------- | -------- |
| AllMusic   | [ 1 ]    |

Let Freedom Ring è un album discografico del sassofonista jazz statunitense Jackie McLean, pubblicato dall'etichetta discografica Blue Note Records nel maggio del 1963.

## Tracce
Lato A
1. Melody for Melonae – 13:20 (Jackie McLean)
2. I'll Keep Loving You – 6:16 (Bud Powell)

Lato B
1. Rene – 10:00 (Jackie McLean)
2. Omega – 8:30 (Jackie McLean)

## Musicisti
- Jackie McLean - sassofono alto
- Walter Davis, Jr. - pianoforte
- Herbie Lewis - contrabbasso
- Billy Higgins - batteria

Note aggiuntive
- Alfred Lion - produttore
- Registrato il 19 marzo 1962 al Rudy Van Gelder Studio di Englewood Cliffs, New Jersey (Stati Uniti)
- Rudy Van Gelder - ingegnere delle registrazioni
- Reid Miles - design copertina album
- Francis Wolff - fotografia copertina frontale album[6]